# 11583 Breuer
11583 Breuer (1994 PZ28) là một tiểu hành tinh vành đai chính được phát hiện ngày 12 tháng 8 năm 1994 bởi E. W. Elst ở Đài thiên văn Nam Âu.